# Parteiwechsel (Politik)
Ein Parteiwechsel ist der Austritt eines Politikers aus einer Partei und der Eintritt in eine andere.

## Allgemeines
In Demokratien ist ein Parteiwechsel ein legitimer Vorgang. Die Häufigkeit von Parteiwechseln hängt von der Stabilität des Parteiensystems ab. Während Parteiübertritte in Deutschland eher selten sind, finden sie in anderen (insbesondere südlichen) Ländern öfter statt. In einer Reihe von Staaten mit gering ausgeprägter demokratischer Tradition kommt es zu Parteiwechseln gegen Geld, Ämter oder andere Vorteile, dem sogenannten Abgeordnetenkauf. Parteiwechsel kommen gehäuft vor, wenn Parteien einen politischen Richtungswechsel vollziehen, neue Koalitionen eingehen oder eine Parteispaltung erfolgt.
So führte die Entscheidung der FDP, 1969 eine Sozialliberale Koalition mit der SPD einzugehen, zu einer Vielzahl von Parteiwechseln nationalliberaler Abgeordneten hin zu den Unionsparteien. In der Folge verlor Willy Brandt rechnerisch seine Mehrheit im Deutschen Bundestag. Das darauf folgende Misstrauensvotum konnte Brandt nur durch die Stimmen von zwei Abweichlern in der Opposition abwehren, von denen Julius Steiner Bestechungsgelder der Stasi angenommen hatte.
Unter den Staaten Europas gibt es besonders in Italien häufige Parteiwechsel, welche die Stabilität der Regierungen beeinträchtigen. Seit 1945 erlebte Italien bereits über 60 Regierungsbildungen.

## Doppelmitgliedschaft in mehreren Parteien
Es kommt vor, dass Politiker sich anderen Parteien anschließen, ohne aus ihrer alten Partei auszutreten. Die Parteisatzungen schließen jedoch in der Regel Doppelmitgliedschaften aus, dass dann ein Ausschlussverfahren aus der bisherigen Partei, falls es beantragt wird, Erfolg hat. In Deutschland bieten die Parteien Die PARTEI, Piratenpartei, DKP, Partei der Humanisten, Neue Liberale, und Demokratie in Bewegung eine Doppelmitgliedschaft an, wobei in der Regel vorausgesetzt wird, dass die jeweils andere Partei den Zielen der eigenen Partei nicht entgegenarbeitet. Da gemäß § 21 Bundeswahlgesetz, Kandidaten zum Deutschen Bundestag nicht Mitglied einer anderen Partei sein dürfen, führt eine Doppelmitgliedschaft dazu, dass die Betreffenden nicht für den Bundestag kandidieren dürfen.

## Verluste von Mandaten
Ein wesentliches Thema bei Parteiübertritten ist die Frage, ob Ämter oder Mandate, die der betreffende Politiker für bzw. auf Listen der bisherigen Partei errungen hat, mit dem Parteiwechsel aufzugeben sind. Dies ist insbesondere bei Listenwahlen wesentlich, bei denen ein Nachrücker der bisherigen Partei das Mandat erhalten würde (womit sich die Mehrheitsverhältnisse im Parlament nicht ändern würden).
In Deutschland, Österreich und der Schweiz gilt das Prinzip des Freien Mandates. Folge dieses freien Mandates ist, dass der Politiker, der die Partei wechselt, sein Mandat behalten darf. Dies gilt jedoch nur für Mandatsinhaber. Bei Nachrückern ist in manchen Wahlgesetzen (so z. B. in § 34 (2), Punkt 1 Hessisches Kommunalwahlgesetz) geregelt, dass Nachrücker, die die listenaufstellende Partei vor Mandatsübernahme verlassen haben, nicht nachrücken.
Die Regel, dass Mandatsträger ihr Mandat behalten, gilt nicht überall so. Eine Reihe von Staaten sehen bzw. sahen einen Wegfall des Mandates bei Parteiwechsel vor. Vielfach wird dies mit dem Verhindern von Abgeordnetenkäufen begründet. Ein historisches Beispiel ist der Political Parties Act von 1962 aus Pakistan.
Auch bei der ersten freien Volkskammerwahl 1990 regelte § 41 Abs. 2 Volkskammerwahlgesetz, dass ein Parteiwechsel den Verlust des Volkskammermandates nach sich ziehen solle. Am 20. Juli 1990 änderte die Volkskammer das Wahlgesetz und ermöglichte so den Wechsel von Peter-Michael Diestel von der DSU zur CDU und die Auflösung der DBD/DFD-Fraktion.